# 若鷲の歌
「若鷲の歌」（わかわしのうた）は、戦意高揚映画『決戦の大空へ』の主題歌で、日本の軍歌。全4番。別名「予科練の歌」。「決戦の大空へ」とのカップリングで1943年（昭和18年）9月10日に日蓄レコードより発売された。旧レコード番号100789。
海軍飛行予科練習生（予科練）を募集するための宣伝目的で作られた、予科練生の成長を描いた戦時映画『決戦の大空へ』の主題歌として作られ、大ヒットした。1944年（昭和19年）8月時点でのレコードの販売枚数は23万3000枚。
作詞の西條八十と作曲の古関裕而は土浦海軍航空隊に一日入隊し、「若鷲の歌」はこの時の体験を生かして作られた（壁に貼られた予科練生徒募集のビラに描かれた、桜の花の下に立つ若い予科練生の姿とその胸の七つのボタンを見て第一聯が浮かんだという）。当初は別の長調のメロディが構想されていたが、土浦へ向かう途中に書き上げた短調のものが古関の頭の中に思い浮かび、2つの曲が作曲される。これらを、同行した波平暁男に歌って聞かせ、第一練兵場に集合させた予科練生たちに直接聴かせて全員の挙手で選んでもらい、現在知られている形に決定した。
作曲を担当した古関裕而は日劇に『決戦の大空へ』を観に行った際、映画が終わって出てきた大勢の小学生が「若い血潮の予科練の――」と歌いながら出てくるのに対して驚いたと語り、短調ながら単純明快で暗さのない曲は多くの少年たちの心を掴んだとされる。
戦後の1980年（昭和55年）に、土浦海軍航空隊跡地に建てられた自衛隊武器学校にある雄翔園に「若鷲の歌」の歌碑が建てられた際、臨席した古関は、「15～16歳の練習生が選んだ曲については、最後まで、どうかな？　という不安があったが、約束が約束故、そのまま主題歌としたが、その後の経過は皆さんご承知の通り、さらに、この歌に刺激され、発奮され大空に、国難に殉じようと何万という青少年が予科練に志願したという話を聞き、更に祖国のために身を捧げられたことを聞き、いたく責任を感じ、只、英霊の冥福を祈るのみである」と、除幕式で挨拶を述べている。
| # | タイトル     | 作詞     | 作曲     | 編曲       | 歌                       |
| - | ------------ | -------- | -------- | ---------- | ------------------------ |
| 1 | 若鷲の歌     | 西條八十 | 古関裕而 | 古関裕而   | 霧島昇、波平暁男         |
| 2 | 決戦の大空へ | 西條八十 | 古関裕而 | 仁木他喜雄 | 藤山一郎、日蓄男声合唱団 |

- 後のステレオ録音版では波平暁男は参加しておらず、波平の歌った箇所は三鷹淳が歌っている。
- 1968年に西郷輝彦がカバーし、シングル版として発売された。

## 後世の作品での使用

### 映画
- 『日本のいちばん長い日』(1967年)：1945年8月15日の終戦の日に繰り広げられた政府高官達の攻防と陸軍青年将校によるクーデター計画（宮城事件）を描いた 岡本喜八監督の歴史映画。 カットバックの手法を用いて、「予科練の歌」に見送られて出撃せんとする、最期の特別攻撃隊のシーンが繰り返し効果的に挿入される。
- 東映映画『あゝ予科練』(1968年)：前述の通り、西郷輝彦のカバーバージョンが主題歌として用いられた。西郷自身も出演している。
- 『仁義なき戦い 広島死闘篇』(1973年)：広島を中心とする西日本での暴力団抗争を描いた、深作欣二監督による仁義なき戦いシリーズの第二弾。終戦直後に行き場を失い、ヤクザへの道へ進むしかなかった特攻崩れの青年が主人公で、初めての殺人を犯した後、そして数々の紆余曲折を経て周囲の裏切りにより自殺を試みようとする際に「予科練の歌」を口笛で吹くシーンがある。
- 『少年時代』（1990年）：富山に疎開した東京の少年が主人公の映画。映画のラスト、東京に戻る主人公の父親が歌いだし、見送りに来ていた児童たちと合唱になる。

### テレビドラマ
- 『エール』：古関をモデルにした作曲家・古山裕一の生涯を描いた連続テレビ小説。一日入隊などの上記のエピソードが描かれる。

### 漫画
- 『はだしのゲン』：中沢啓治による、広島原爆をテーマにした漫画。海軍に志願した主人公中岡元の長兄・中岡浩二が予科練仲間の自殺の後、「戦争なんか終わってくれ」と涙を流しながら「予科練の歌」を口ずさむ。

## その他
- 海上自衛隊の航空学生の学生歌は『若鷲の歌』とタイトルが似た『海の若鷲』であるが、海上自衛隊東京音楽隊第二代隊長・片山正見作曲による別の曲である。